# 李賢玉
李 賢玉（り けんぎょく、1965年4月26日 - ）は、中華人民共和国の軍事工学者。中国工程院の院士。中国人民解放軍少將。中国人民解放軍ロケット軍研究院の総工程師。第9、13回全国人民代表大会の代表、第13回中国人民政治協商会議の委員。

## 経歴
1965年4月26日、黒竜江省牡丹江市の朝鮮族の家庭に生まれた。父は工学者で、母は会計士。1982年に北京大学に入学した。1990年7月に北京大学を卒業後、同年、第二炮兵部隊に入隊。2015年7月6日、中国人民解放軍少將に昇進。

## 栄典
- 2019年11月22日、中国工程院院士[2]。